# Fenêtre (informatique)

Schéma d'une fenêtre standard.

En informatique, une fenêtre est un élément d'un système de fenêtrage. C'est une zone rectangulaire de l'écran affectée à l'affichage de tout ou partie d'un logiciel.
L'intérieur de la fenêtre appartient au logiciel, tandis que la bordure et le bandeau supérieur appartient à l'environnement (gestionnaire de fenêtres). C'est l'environnement qui permet le déplacement et le redimensionnement des fenêtres.
Le programme et l'environnement doivent être compatibles afin d'interagir convenablement. Par exemple, la fenêtre peut envoyer un signal de fermeture, que le programme doit interpréter convenablement.
L'utilisation de fenêtres multiples est une bonne illustration de l'aspect multitâche des systèmes d'exploitation.
Sous Unix/Linux, le système qui permet l'affichage graphique est X, et la gestion des fenêtres est déléguée à un programme indépendant (KWin sous KDE, Metacity sous GNOME, etc.).

## Historique
La première interface graphique fenêtrée a été inventé par Xerox pour son ordinateur Alto. C'est le Macintosh qui a rendu célèbre l'utilisation d'une interface graphique fenêtrée.